# 아극 기후
| Dsc Dsd |  | Dwc Dwd |  | Dfc Dfd |

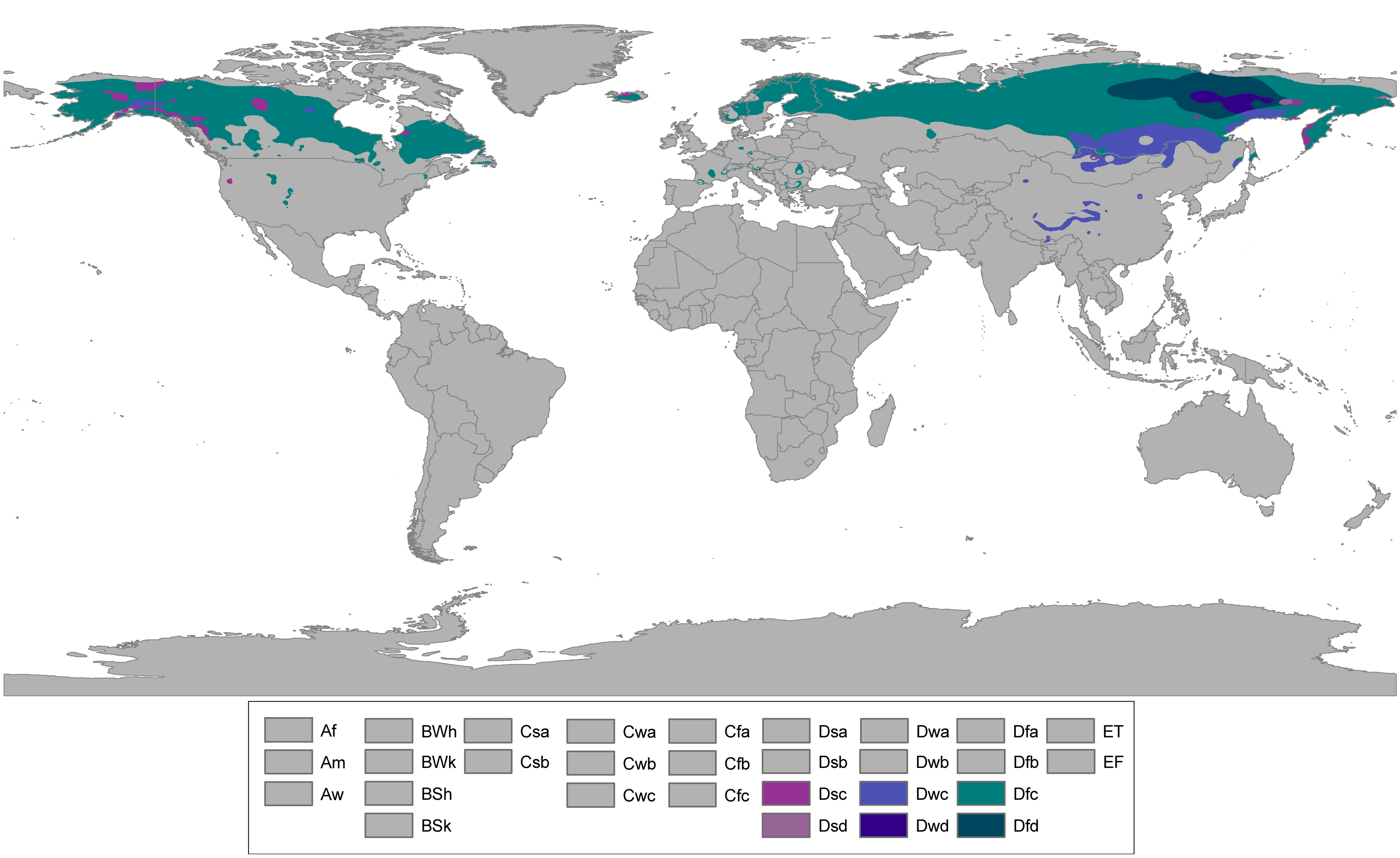
전세계의 아극 기후

아극 기후(亞極氣候, 영어: Subarctic climate) 또는 아한대 기후는 냉대 기후의 일종으로, 길고 매우 추운 겨울과 함께 짧고 시원하거나 따뜻한 여름을 특징으로 한다. 쾨펜의 기후 구분에서 Dfc, Dwc, Dsc, Dfd, Dwd, Dsd가 아극 기후에 속한다. 북아시아를 포함한 시베리아 대부분의 지역, 북아메리카 북부 상당 지역, 둥베이 북부, 시레토코반도, 쿠릴 열도, 핀란드, 스웨덴의 중부 및 북부 등이 속한다.

## 특이 사항
각종 학습용 자료나 교육 정보 등에서는 Dfc와 Dwc만 아극 기후로 인정되고 있지만 나머지 4종은 인정되지 않으며, 고산 기후(H) 또는 툰드라 기후(ET) 등으로 인정하거나 혹은 Dfc 또는 Dwc로 대체하여 인정되는 경우가 많다.

## 같이 보기
- 냉대 기후
- 쾨펜의 기후 구분